# 上迪伊
上迪伊（法語：Hautes-Duyes，法語發音：[ot dɥi]）是法国上普罗旺斯阿尔卑斯省的一个市镇，位于该省中部偏北，属于迪涅莱班区。

## 地名
“迪伊”（Duyes）一名来自流经该地的迪伊河。

## 地理
上迪伊（44°10'48"N, 6°9'28"E）面积22.84 平方千米，位于法国普罗旺斯-阿尔卑斯-蓝色海岸大区上普罗旺斯阿尔卑斯省，该省份为法国东南部内陆省份，北起上阿尔卑斯省，西接沃克吕兹省，西北接德龙省，南至瓦尔省，东临滨海阿尔卑斯省，东北部与意大利接壤。
与上迪伊接壤的市镇（或旧市镇、城区）包括：欧通、勒卡斯泰拉尔梅朗、加拉布尔河畔拉罗比讷、托阿尔。
上迪伊的时区为UTC+01:00、UTC+02:00（夏令时）。

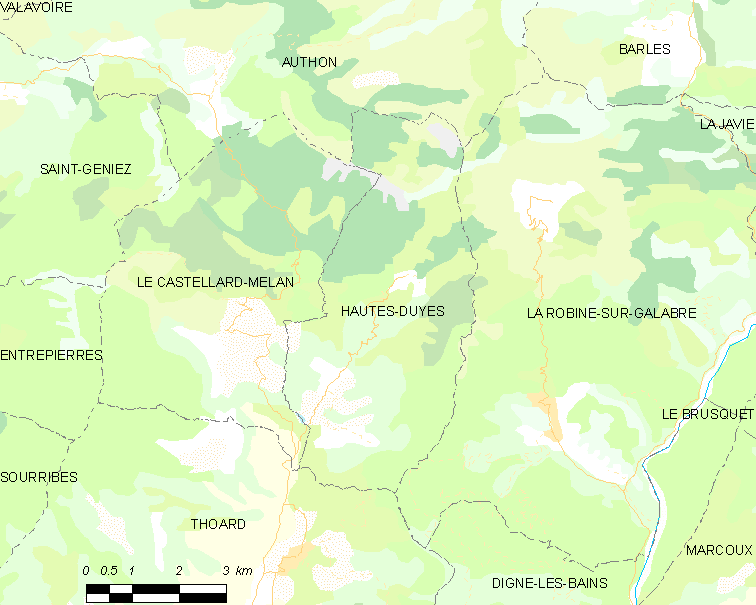
上迪伊的OSM定位图

## 行政
上迪伊的邮政编码为04380，INSEE市镇编码为04177。

## 政治
上迪伊所属的省级选区为迪涅莱班第一县。

## 人口

1962-2008年间上迪伊人口变化图示

上迪伊于2022年1月1日时的人口数量为50人。